# ولاء فريد
ولاء فريد (1955 - 27 يناير 2022) هي ممثلة مصرية.

## حياتها
ولدت الفنانة ولاء فريد سنة 1955 بأحد قري مدينة بنها، أتمت دراستها الجامعية في كلية الآداب جامعة القاهرة، ثم التحقت بالمعهد العالي للفنون المسرحية. توفيت في 27 يناير 2022 بعد عام من رحيل نجلها ودفنت في بنها.

## مسيرتها
تنوعت أعمالها بين السينما والتلفزيون والإذاعة، قامت باكثر من سبعون عملا فنياً، كان أول أعمالها فيلم صانع النجوم عام 1976، مع محمود ياسين وسعيد صالح وأحمد زكي، توالت أعمالها الفنية بعد ذلك، وكان أشهرها فيلم إمرأة بلا قلب سنة 1978 مع سهير المرشدي بدور «سهام».

## أعماله
عصام والمصباح السحري 4
2017 - مسلسل
قمر الزمان
عصام والمصباح 3
2016 - مسلسل
قمر الزمان
عصام والمصباح 2
2012 - مسلسل - رسوم متحركة
قمر الزمان
هي في حياة الرسول
2012 - مسرحية
عالم أقزام
2009 - مسرحية
وهج العشق
2009 - مسرحية
عزيز على القلب
2008 - مسلسل
أحلامك أوامر
2007 - مسلسل
اسلحة دمار شامل
2006 - مسلسل
على باب مصر
2006 - مسلسل
علياء
بنت أفندينا
2004 - مسلسل
حكايات اليومين دول
2004 - سهرة تليفزيونية
اختطاف
2003 - مسلسل
المرأة في الإسلام
2003 - مسلسل
إحنا نروح القسم
2001 - مسلسل
لماضة
1999 - فيلم
الأب
1998 - مسلسل
المتهم مين
1998 - سهرة تليفزيونية
ومنين أجيب ناس
1998 - مسلسل
الأبطال ج2
1997 - مسلسل
سليمة
القضاء في الإسلام ج7
1997 - مسلسل
اللص المحترم
1997 - فيلم
طبيبة الأسنان سلوى
جيران الهنا
1997 - مسلسل - فوازير
ضيف شرف
فقط في منتصف الليل
1997 - مسلسل
ثريا
أيام الغربة
1996 - مسلسل
حكايات مستر أيوب ومسز عنايات
1996 - مسلسل
الصبار
1995 - مسلسل
إنتقام إمرأة
1994 - فيلم
أهل الطريق
1993 - مسلسل
عمو فؤاد والدليل الوحيد
1992 - مسلسل - فوازير
مغامرات زكية هانم
1992 - مسلسل
ضيف
البريء والجلاد
1991 - فيلم
سهام
بنت مشاغبة جداً
1991 - فيلم
مطلوب عروسة
1990 - مسلسل
سعدية الفهلوية
أبرياء ولكن
1989 - مسلسل
الرجاء التزام الهدوء
1989 - مسلسل
رانده
اللعب بالنار
1988 - فيلم
سمية
حياتي
1988 - برنامج
خطة الشيطان
1988 - فيلم
عبلة
نور الإيمان
1988 - مسلسل
وجيدة وسامح
1988 - مسلسل
سميرة
الحياة على طريقة فلفل
1987 - سهرة تليفزيونية
حكايات صغيرة
1987 - مسلسل
مصرع المتنبي
1987 - مسلسل
اسم العائلة
1986 - مسلسل
الطاحونة ج2
1986 - مسلسل
دقة زار
1986 - فيلم
عَزة
ليلة طويلة
1986 - سهرة تليفزيونية
نادية
ألوان
1985 - مسلسل
عشرة على عشرة (10 على 10)
1985 - فيلم
عيون المها
1985 - مسلسل
الحريف
1984 - فيلم
سعاد
الطاحونة ج1
1984 - مسلسل
العمر له بقية
1983 - مسلسل
زواج سعيد جدا
1983 - سهرة تليفزيونية
أبناء العطش
1982 - مسلسل
الحب في الخريف
1982 - مسلسل
خديجة
غدا يوم آخر
1982 - مسلسل
الفتوحات الإسلامية
1981 - مسلسل
صوفي
ومشيت طريق الأخطار
1981 - مسلسل
المغنواتي
1979 - فيلم
فرسان الله
1979 - مسلسل
الأقمر
1978 - فيلم
أحلام
امرأة بلا قلب
1978 - فيلم
سهام
إني راحلة
1976 - مسلسل
صانع النجوم
1976 - فيلم
أدركني يا دكتور
0 - مسلسل
زوبة / ح الفنان
أغدا ألقاك
0 - سهرة تليفزيونية
الشيخ شيخة
0 - سهرة تليفزيونية
الفخ الذهبي
0 - سهرة تليفزيونية
الناس والخوف
0 - سهرة تليفزيونية
الهويس
0 - مسلسل
تجاعيد الليل
0 - سهرة تليفزيونية
فكرية
0 - سهرة تليفزيونية